# Valla landsfiskalsdistrikt
Valla landsfiskalsdistrikt var 1918–1964 ett landsfiskalsdistrikt i Södermanlands län, bildat när Sveriges indelning i landsfiskalsdistrikt trädde i kraft den 1 januari 1918, enligt beslut den 7 september 1917. Den 1 januari 1965 avskaffades i Sverige samtliga landsfiskaler och landsfiskalsdistrikt, och deras arbetsuppgifter delades upp på de nyskapade indelningarna polisdistrikt, åklagardistrikt och kronofogdedistrikt.
Landsfiskalsdistriktet låg under länsstyrelsen i Södermanlands län.

## Ingående områden
När Sveriges nya indelning i landsfiskalsdistrikt trädde i kraft den 1 oktober 1941 (enligt kungörelsen den 28 juni 1941) tillfördes hela området för det upplösta Katrineholms landsfiskalsdistrikt (förutom Katrineholms stad, som uteslöts ur landsfiskalsindelningen), omfattande kommunerna Bettna, Blacksta, Husby-Oppunda, Lerbo, Stora Malm, Vadsbro och Vrena. Samtidigt överfördes Julita landskommun till Vingåkers landsfiskalsdistrikt. När Sveriges nya indelning i landsfiskalsdistrikt trädde i kraft den 1 januari 1952 (enligt kungörelsen 1 juni 1951) ändrades distriktets omfattning.

### Från 1918
Oppunda härad:
- Floda landskommun
- Julita landskommun
- Sköldinge landskommun

### Från 1 oktober 1941
Oppunda härad:
- Bettna landskommun
- Blacksta landskommun
- Floda landskommun
- Husby-Oppunda landskommun
- Lerbo landskommun
- Sköldinge landskommun
- Stora Malms landskommun
- Vadsbro landskommun
- Vrena landskommun

### Från 1 januari 1952
- Bettna landskommun
- Floda landskommun
- Sköldinge landskommun
- Stora Malms landskommun